# 洪瑞松
洪瑞松（1936年9月27日—2022年2月11日），臺灣南投縣草屯鎮人，心臟科醫生，在長庚醫院期間引進冠狀動脈氣球擴張術至臺灣。

## 生平

### 早年

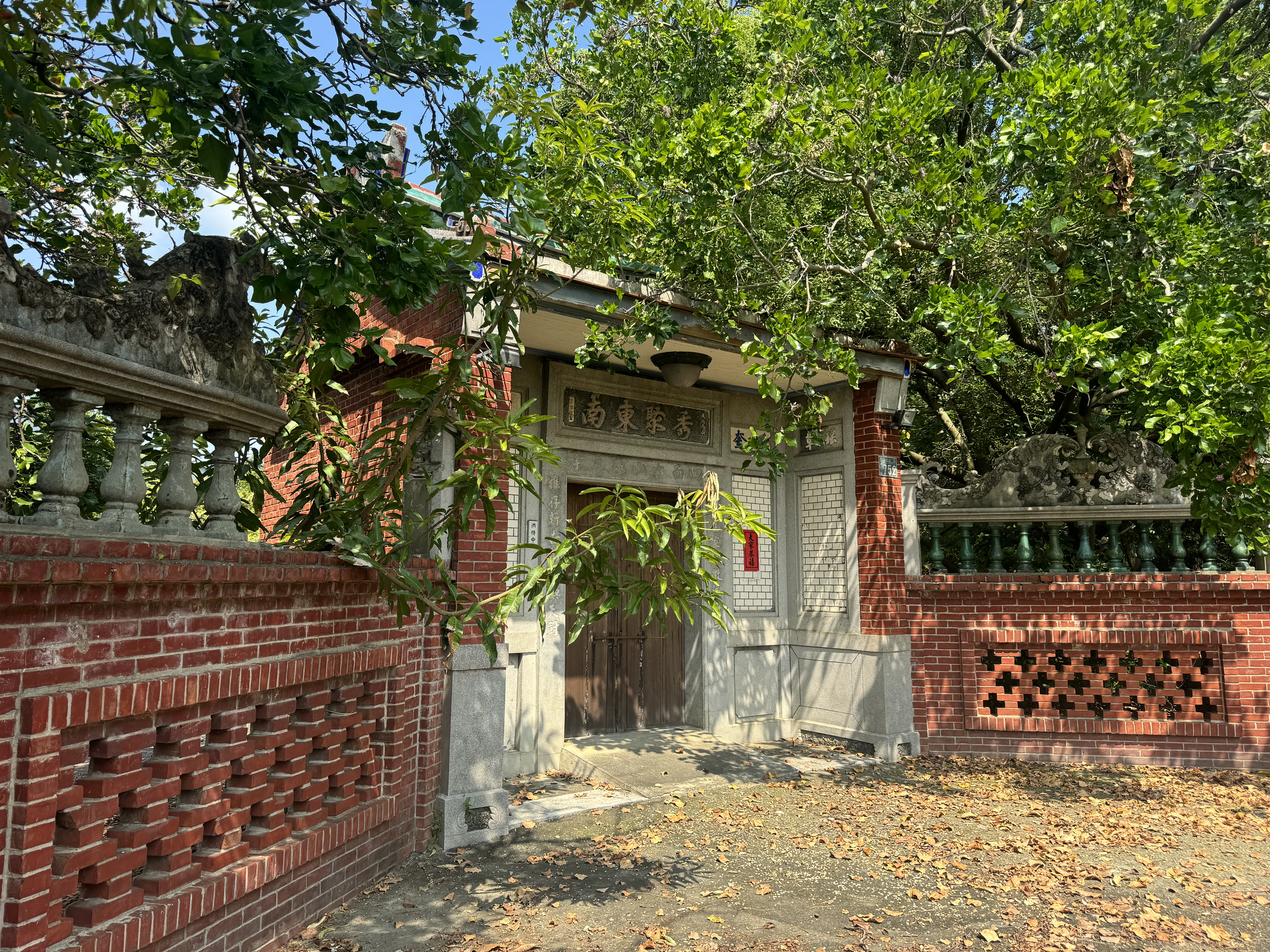
草屯敷榮堂門樓

1936年9月27日，洪瑞松生於草屯敷榮堂。他的父親與伯叔皆是早稻田大學等日本大學畢業，其中長輩洪遜堯更是日治時期中臺灣少見的醫學博士。
洪瑞松三歲時，因父親洪遜亮赴職眾議院秘書處，便舉家移住東京，直到二戰後隨母親洪李裁回台灣，插班國小四年級。洪瑞松父親一度在中華民國駐日大使館任職。洪瑞松在台中一中二年級，又回日本與父親團聚。

### 行醫
1963年，洪瑞松東京大學醫學部醫學系畢業後，至明尼蘇達大學主修心臟內科，日後專精於經橈動脈冠狀動脈擴張術。之後他進入美國梅奧診所，六年間就從住院內科醫師升到心臟內科研究員。
1978年，洪瑞松、李汝浩、吳德朗等在王永慶禮聘下，回臺灣擔任長庚醫院醫師。洪瑞松在長庚教學時，年輕醫師反應他的課程非常叫座。在長庚受指導的傅懋洋回憶洪醫師是工作狂，休閒活動只有唱歌及下圍棋。
同事吳德朗讚揚洪瑞松最大的貢獻是引進冠狀動脈氣球擴張術。1978年9月15日，洪瑞松邀請前同事Richard Karl Myler到長庚醫院示範此技術。至1989年12月27日，洪瑞松以長庚醫院副院長身分，在記者會說已用此技術治療216位二尖瓣狹窄病人，有98.6%獲改善，且費用也比開心手術省一半價錢。洪瑞松也從日本引進經皮僧帽瓣擴張術，並將這種技術拓展。
1996年，洪瑞松因要陪伴在家鄉的母親，轉赴中國醫藥大學附設醫院執業。洪瑞松在該醫院時，因推行二十四小時緊急心導管作業法、提升年輕醫師的素質等貢獻，在2000年12月22日獲台中市政府表揚。像是洪瑞松很注重年輕醫師書寫病歷的能力，要他們病歷既詳盡又整齊。中國醫藥學院董事會改組後，洪瑞松並邀兼任該校副校長。2001年4月22日，前總統李登輝搭日亞航至日本大阪就醫時，就由洪瑞松以隨行醫師身分陪同。
2002年，洪瑞松歸鄉服務於草屯惠和醫院，吸引大量鄉親前往。在洪瑞松促成下，2005年7月1日，南投第一間心導管室在惠和醫院啟用。
洪瑞松注重儀容，認為醫師應穿著體面。因洪瑞松常找台中車站擦鞋匠黃藤旺擦鞋，2009年1月1日還特地與新竹女中校長周朝松、交通部法規委員洪以遜、前光明國中校長陳芳彥，一起祝賀黃藤旺服務六十周年。外人評價洪教授像是日本紳士、個性虛懷若谷。
洪瑞松原先計畫在被列為南投縣歷史建築的祖宅敷榮堂後側購置土地，籌建專門作心血管的專科醫院。之後洪瑞松選擇舉家定居南加州，2022年2月11日去世。